# تیم ملی بسکتبال ایتالیا
تیم ملی بسکتبال ایتالیا،نماینده ایتالیا در مسابقات بین‌المللی بسکتبال است. آنها توسط فدراسیون بسکتبال ایتالیا اداره می شوند.

## تاریخچه

### سالهای اولیه(۳۹-۱۹۲۶)
اولین مسابقه تیم ملی بسکتبال ایتالیا در ۴ آوریل ۱۹۲۶در میلان برگزار شد و با پیروزی مقابل فرانسه (۲۳ بر ۱۷) به پایان رسید. اولین حضور ایتالیا در بازی های المپیک در المپیک تابستانی سال ۱۹۳۶ در برلین بود که در بین بیست و یک تیم هفتم جدول قرار گرفت. در مسابقات قهرمانی اروپا در سال ۱۹۳۷، ایتالیا بعد از اینکه در بازی پایانی تنها با یک امتیاز مغلوب شد ، در رده دوم بعد از لیتوانی قرار گرفت. مدال نقره در سال ۱۹۴۶تکرار شد.